# Зелений колір
Зеле́ний — один з трьох основних кольорів, зелений діапазон спектру з довжиною хвилі 500—565 нанометрів. Зелений — це четвертий колір веселки. У геральдиці — зелень.

## Відтінки зеленого кольору

### Темно-зелений колір
Темно-зелений колір — темний відтінок зеленого кольору.

### Спаржевий колір
Спаржевий колір — колір, який належить до різновидів зеленого і має відтінок спаржі. Спаржевий колір вважається дуже м'яким, його часто використовують у дизайнерських цілях — він додає гармонійності та спокою.

### Темний пастельно-зелений колір
Темний пастельно-зелений колір — темний відтінок пастельно-зеленого кольору.

## В природі
Широко розповсюджений у живій природі. Більшість рослин мають зелений колір, оскільки містять пігмент фотосинтезу — хлорофіл (хлорофіл поглинає більшу частину червоних променів з сонячного спектру, залишаючи для сприйняття відображений зелений колір).
- Зелений промінь — оптичне явище в атмосфері.

### Мінерали

Малахіт

Мінерали, що мають зелене забарвлення, відносно рідкі. Найчастіше їх колір пов'язаний з домішками елементів-хромофорів: хрому (III), заліза (II), нікелю (II), міді (II) і деяких інших.
Серед зелених мінералів можна відзначити смарагд — забарвлений хромом різновид берила, оливково-зелений перідот — ювелірний олівін, малахіт, хромдіопсид, зелений гранат уваровіт діоптаз. Синьо-зелений калієвий польовий шпат називається амазонітом.

### Природні пігменти та природні еталони
- Оксид хрому(III)
- Малахіт
- Хлорофіли
- Листяна зелень (художній пігмент)
- Емісійний спектр іонів барію Ва2+

## У культурі іетнографії
- Зелений — колір ісламу.
- Зелений — колір есперантистського руху.
- «Зеленим» професіонали називають ненавчену людину, новачка (у сенсі «молодий-недосвідчений»).
- «Зеленими» часто називаються екологічні рухи, зокрема, назва природоохоронної організації «Greenpeace» у перекладі з англійського говору означає «Зелений мир». В Україні подібним рухом є Партія Зелених України.
- У багатьох мовах світу (особливо в алтайських, до яких належать, зокрема тюркські) синій і зелений не розрізняються (якщо треба, уживаються неоднослівні означення кольору). У японській мові слово 青い (зелений) означає будь-який відтінок зеленого, до якого відносять також і синій.

## Увексилології
- Зелений колір на державному прапорі Мозамбіку — символ родючості ґрунту.
- Зелений колір прапору Лівії часів Джамахірії Мауаммара Каддафі (11 лютого 1977 — 23 жовтня 2011) — колір ісламу. Сам прапор був єдиним одноколірним державним прапором у світі.

## Інші асоціації
- Зелена армія
- Зелена миля
- Зелений вважається кольором повітря (синій — вода, червоний — вогонь).
- Нудьга зелена — назва депресивного стану людини.
- Зелений змій — образний вираз щодо алкоголізму.